# Evert Geradts
Evert Geradts (Den Haag, 9 juni 1943) is een Nederlands striptekenaar en scenarist.

## Loopbaan
Evert Geradts is als stripmaker autodidact. Parallel met zijn werk als leraar en systeemanalist begon zijn stripcarrière in 1968 met de publicatie van zijn strip De Diertjes in Hitweek. De Diertjes werden in het inmiddels tot Aloha omgedoopte weekblad gevolgd door andere strips zoals 'Moe Koe' en 'Jan Zeiloor'.
In 1970 deed Geradts een beroep op tekenaars met wie hij een band voelde en die meest ook in Aloha publiceerden, om een Nederlands undergroundstripblad op te zetten, in navolging van de underground stripbladen die uitkwamen in de USA. De titel van het blad werd Tante Leny Presenteert!, vernoemd naar Everts vrouw Leny Zwalve. Medewerkers onder meer Joost Swarte, Aart Clerkx, Peter Pontiac, Ever Meulen, Kamagurka en Hanco Kolk.
In 1972 werd Joost Swartes blad Modern Papier in Tante Leny Presenteert! opgenomen.
Werk van Geradts werd in die jaren onder andere gepubliceerd in diverse Amerikaanse undergroundbladen.

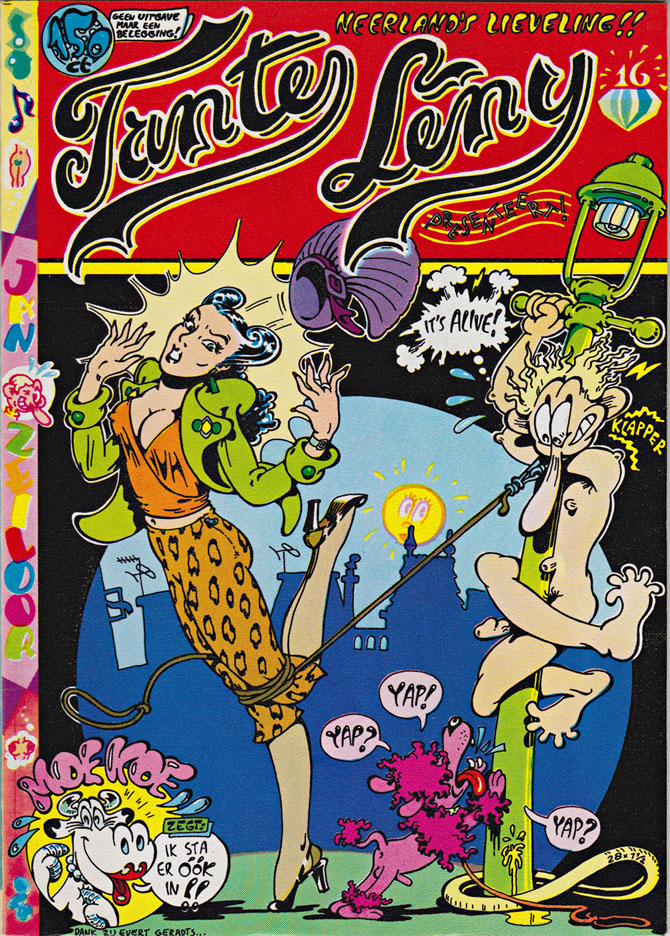
Cover van Tante Leny Presenteert! #16

In 1980 gaf hij zijn niet-artistieke beroep op en verhuisde hij naar Arnhem, om daar samen met tekenaars als Hanco Kolk, Gerard Leever en Aloys Oosterwijk Studio Arnhem te starten. Geradts begon zijn mainstream carrière met de wekelijkse eenpagina-gagstrip over een driemans popgroep De Alsjemaar Bekend Band in het blad Eppo. Deze serie liep tot 1988. Naast het tekenen schreef Geradts ook stripscenario's, zoals de langere Sjors en Sjimmie verhalen en 'De Muziekbuurters' (met tekenaar Ben Westervoorde in Taptoe) en werd hij de productiefste scenarist voor het “Vrolijke Weekblad” Donald Duck. Tussen 2000 en 2017 schreef Geradts met Jan van Die de strip Claire voor het blad Flair. Hij verving Wilbert Plijnaar die inmiddels werkzaam was in Hollywood.
Samenwerking tussen Ruud Straatman als scenarist en Geradts als tekenaar leverde in 1989 de strip “Henk Hond” op in stripblad Sjors en Sjimmie. Er werden twee complete verhalen geproduceerd waarin eigentijdse politieke kwesties, zoals de Zuid-Afrikaanse apartheid en de Ierse Burgeroorlog, door dieren werden verbeeld.

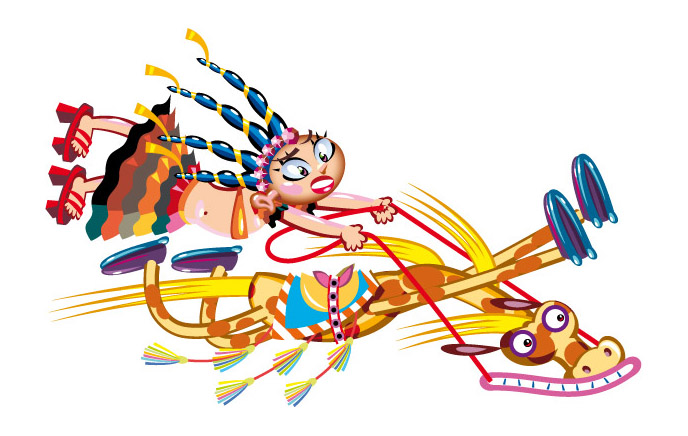
Adobe Illustrator werk

In 2001 maakte hij voor het blad OKKI de strip 'Kos & Mo', die hij niet meer met de hand tekende, maar die geheel zonder voorafgaande schetsen in Adobe Illustrator gemaakt werd. De strip zou vier jaar lopen. Met hetzelfde op vectoren gebaseerde tekenprogramma maakte hij 'Mynga & Ramzy' voor “Hello You!”.
Naast zijn strips heeft Geradts de eerste Nederlandse vertaling, met illustraties van zijn hand, van Lewis Carroll’s lange nonsensgedicht “The Hunting Of The Snark” uitgebracht. Het verscheen in 1977 als “De Jacht Op De Strok”. Hij publiceerde ook, samen met zijn tweede vrouw, een fotoboek met hoogtepunten uit zijn pinup-verzameling: Pinup, Een Godin Voor Elke Dag.
Sinds 1985 woont en werkt hij in Zuid-Frankrijk.

## Expositie en prijs
- 1975 - Expositie “Tante Leny Exposeert!” in het Lijnbaancentrum, Rotterdam, georganiseerd door de Rotterdamse Kunststichting
- 1977 - Stripschapsprijs met Leny Zwalve voor het blad Tante Leny Presenteert!

## Bibliografie

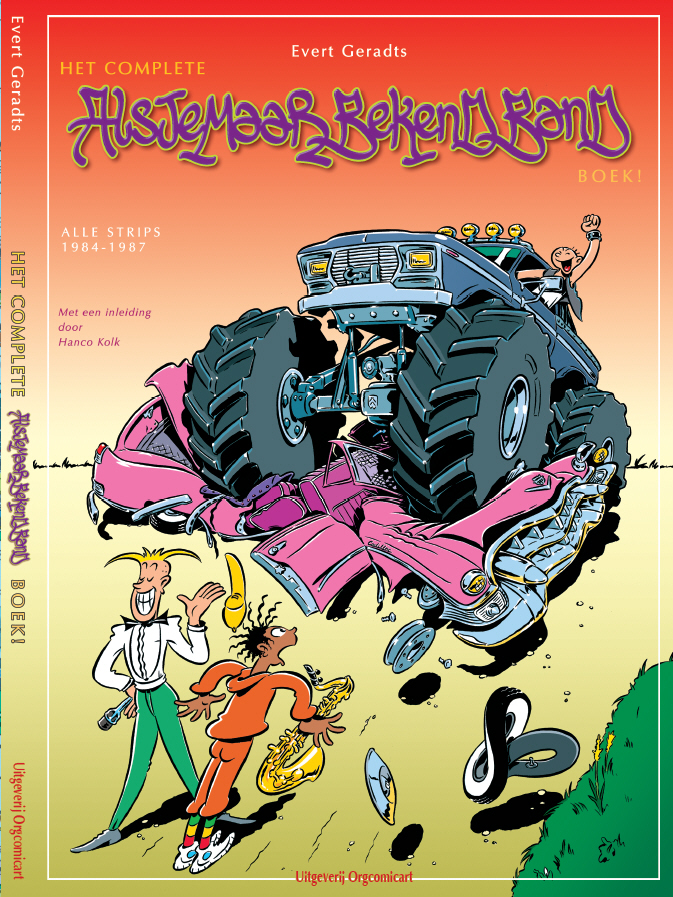
Cover van "Het Complete Alsjemaar Bekend Band Boek"

### Strips
als tekenaar en scenarist:
- De Diertjes - privé uitgave van Bert Meppelink, 1982
- Wankele Schreden (verzamelde Jan Zeiloor verhalen) - Uitgeverij Drukwerk, 1979
- Vrouwen en Kinderen Eerst! (verzamelde Ollie het Olifantje verhalen) - Uitgeverij Drukwerk, 1980
- Allemachtig! (verzamelde Jan Zeiloor verhalen) - Uitgeverij Espee, 1981
- Sappige Dieren (diverse verhalen) - Uitgeverij Espee, 1983
- De Alsjemaar Bekend Band! - Uitgeverij Oberon, 1986
- Het Complete Alsjemaar Bekend Band Boek - Orgcomicart, 2007

als scenarist:
- Echte Vrienden! (De Muziekbuurters, met Hanco Kolk en Ben Westervoorde) - Uitgeverij Silvester, 2002
- Door Dik En Dun  (De Muziekbuurters, met Hanco Kolk en Ben Westervoorde) - Uitgeverij Silvester, 2004
- alle Sjors en Sjimmie albums vanaf deel 18: Retour afzender - 1989 (met Ruud Straatman, Mars Gremmen en anderen)
- alle Claire albums vanaf deel 23: In vuur en vlam - 2000 (met Wilbert Plijnaar, later met Jan van Die)
- voor het weekblad Donald Duck: meer dan 1700 strips, one-shots, gags en coverontwerpen.

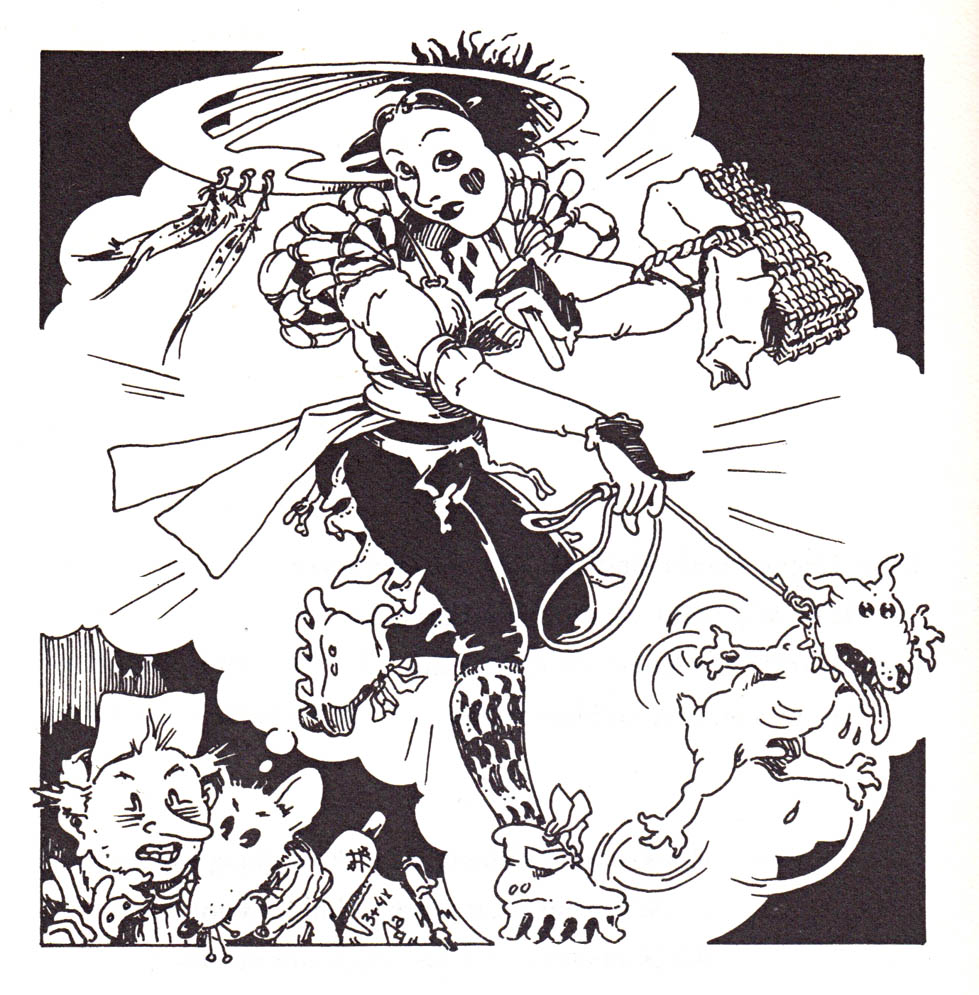
Illustratie uit “De Jacht Op De Strok”

### Boeken
- De Jacht Op De Strok - Uitgeverij Drukwerk, 1977
- Pinup, Een Godin Voor Elke Dag (met Tatou Gutkowski) - Peter Loeb Uitgevers, 1982